# Xylorhizini
Xylorhizini là một tông xén tóc thuộc phân họ Lamiinae. Tông này được Lacordaire mô tả năm 1872.

## Chi
- Aetholopus Pascoe, 1865
- Cymatura Gerstäcker, 1855
- Cyrtogrammus Gressitt, 1939
- Grammoxyla Aurivillius, 1911
- Monstropalpus Franz, 1954
- Parathylactus Breuning & de Jong, 1941
- Thylactus Pascoe, 1866
- Xylorhiza Dejean, 1835